# Brückenradweg Bayern-Böhmen
Der Brückenradweg Bayern-Böhmen ist ein Rad- und Wanderweg zwischen Bayern und Tschechien, zwischen den Orten Tröstau im Landkreis Wunsiedel im Fichtelgebirge und der Stadt Asch in der Tschechischen Republik. Der Radweg verläuft 40 km überwiegend auf stillgelegten Bahntrassen mit nur leichten Steigungen.
Er ist ein Teilstück des Radfernwegenetzes Deutschland, D-Route 5 und EuroVelo 4.

## Wegeverlauf
- Östliche Richtung: Tröstau–Furthammer–Schönbrunn–Wunsiedel–Holenbrunn–Sinatengrün–Göpfersgrün–Thiersheim–Höchstädt–Kaiserhammer–Schwarzenhammer–Papiermühle–Selb–Längenau–Staatsgrenze–Asch (As)
- Westliche Richtung: Tröstau–Hohe Matze–Silberhaus–Fichtelsee

## Interaktiv Erleben
Seit Juli 2012 existiert eine interaktive Mobile App für Smartphones, die den Besucher mit Informationen über Points of Interest (POI), E-Bikes und Routenverläufe versorgt.